# Ringo (canción)
«Ringo» es una canción interpretada por el actor y músico canadiense Lorne Greene. Fue compuesta por Don Robertson, y escrita por Hal Blair y Robertson.

## Lanzamiento
«Ringo» fue publicado como el sencillo principal de Welcome to the Ponderosa en octubre de 1964 en los Estados Unidos, y el 27 de noviembre de 1964 en el Reino Unido. La canción alcanzó el puesto #1 Billboard Hot 100 de los Estados Unidos el 5 de diciembre de 1964. También alcanzó el puesto #1 en el Cashbox Top Singles, y en el RPM Top Singles de Canadá. Estuvo 8 semanas en la lista de sencillos del Reino Unido, donde alcanzó la posición #22.

## Posicionamiento

### Gráfica semanal
| Gráfica (1964)                                | Pico de posición |
| --------------------------------------------- | ---------------- |
| Canadá (RPM Top Singles)                      | 1                |
| Estados Unidos (Billboard Hot 100)            | 1                |
| Estados Unidos (Billboard Adult Contemporary) | 1                |
| Estados Unidos (Billboard Hot Country Songs)  | 21               |
| Estados Unidos (Cashbox Top 100)              | 1                |
| Reino Unido (UK Singles Chart)                | 22               |

### Gráfica de fin de año
| Gráfica (1965)                   | Pico de posición |
| -------------------------------- | ---------------- |
| Estados Unidos (Cashbox Top 100) | 33               |